# Greenbrier (Arkansas)
Greenbrier is een plaats (city) in de Amerikaanse staat Arkansas, en valt bestuurlijk gezien onder Faulkner County.

## Demografie
Bij de volkstelling in 2000 werd het aantal inwoners vastgesteld op 3042.
In 2006 is het aantal inwoners door het United States Census Bureau geschat op 3745, een stijging van 703 (23,1%).

## Geografie
Volgens het United States Census Bureau beslaat de plaats een oppervlakte van
20,1 km², geheel bestaande uit land. Greenbrier ligt op ongeveer 94 m boven zeeniveau.

## Plaatsen in de nabije omgeving
De onderstaande figuur toont nabijgelegen plaatsen in een straal van 24 km rond Greenbrier.